# Comesperma secundum
Comesperma secundum är en jungfrulinsväxtart som beskrevs av Joseph Banks och Dc.. Comesperma secundum ingår i släktet Comesperma och familjen jungfrulinsväxter. Inga underarter finns listade i Catalogue of Life.